# Брюммер, Фёдор Яковлевич
 Фёдор Яковлевич (Адам Андреас Теодор) фон Брюммер (17 апреля 1819, Салл, Эстляндия — 8 сентября 1889, Санкт-Петербург) — вице-адмирал (1881).

## Биография
Сын Якоба Гeopra Фридриха фон Брюммера и Анны Шарлотты Юлианы (урожденная фон Ренненкампф).
Происходил из дворян Эстляндской губернии, образование получил в морском кадетском корпусе, куда поступил в 1828 году.

## Служба
В 1836 году произведён в гардемарины, и затем ежегодно плавал на фрегатах «Венус», «Александр Невский» и тендере «Лебедь» — по Балтийскому морю.
23 декабря 1827 года произведён в мичманы, и затем ежегодно плавал на различных судах в Балтийском море, а с 1848 года сам командовал судами: сначала люгером «Петергоф», а потом шхуной «Стрела».
2 октября 1852 года произведен в капитан-лейтенанты. В 1854 году командовал 6-м батальоном запасной гребной флотилии при защите Кронштадта от нападения союзников.
В 1855 году Брюммер на вольнонаемном пароходе «Летучий» ходил под парламентерским флагом из Кронштадта к Толбухину маяку с депешами к командующему англо-французским флотом.
В 1856 году он вступил в командование винтовым корветом «Воевода» на верфи Охтенского адмиралтейства, а по спуске корвета вооружил его и в 1857—1858 годах совершил на нем кругосветное плавание от Кронштадта до устьев Амура и обратно.
Затем, в 1859 году вступил в командование строившегося в Архангельске винтового фрегата «Пересвет», командуя которым, уже в чине капитана 2-го ранга, пришёл в Кронштадт.
3 июля 1862 года произведен в капитаны 1-го ранга. В 1863—1866 годах командовал броненосным фрегатом «Севастополь» и ходил к берегам Дании и Швеции, а в 1867 году, имея свой брейд-вымпел на яхте «Королева Виктория», командовал отрядом яхт в финских шхерах. Пожалован датским орденом Св. Олафа и командором I класса ордена Данеброг. 
В 1871 году Брюммер произведён в контр-адмиралы с назначением младшим флагманом Балтийского флота и до 1880 года ежегодно командовал отрядами и эскадрами.
1 января 1881 года он произведен в вице-адмиралы, в 1885 году — зачислен по флоту, а в 1887 году пожалован подарком с вензелевым изображением имени Государя.
Был похоронен на кладбище Новодевичьего монастыря; могила утрачена.

## Семья
- Жена — Екатерина Платоновна де Ламберт д’Ансей
- Сын — Константин Фёдорович (1856—1930)